# Randy Brecker
Randal Edward Brecker, conosciuto come Randy Brecker (Cheltenham, 27 novembre 1945) è un trombettista e compositore statunitense.
Molto ricercato grazie alla sua versatilità alla tromba e al flicorno in ambito jazz, rock e R&B, si è esibito o ha inciso con Bruce Springsteen, Barry Gibb, Aretha Franklin, Ringo Starr, Garland Jeffreys, Diana Ross, Joe Cocker, Roberta Flack, Paul Simon, Lou Reed, Liza Minnelli, Patti Austin, Elton John, Ornella Vanoni, Eric Clapton, Carly Simon, Chaka Khan, Robert Palmer, Andy Gibb, Frank Zappa.

## Carriera
Nei suoi anni formativi ha studiato con Bill Adam alla Indiana University.
Ha inciso con i Blood, Sweat & Tears il loro primo album, ma lasciò il gruppo contemporaneamente ad Al Kooper e Jerry Weiss. Venne sostituito da Lew Soloff.
Nel 1973 ha fatto parte della band jazz-fusion di Larry Coryell The Eleventh House.
Randy è il fratello maggiore di Michael Brecker e con lui è stato nei Dreams e nei Brecker Brothers, una popolare band funk e jazz-fusion che ha pubblicato dischi dagli anni 1970 agli anni 1990.
Dopo che i Brecker Brothers si sciolsero nel 1982 Randy fece parte della band di Jaco Pastorius; in seguito conobbe e sposò la pianista e cantante jazz brasiliana Eliane Elias, con la quale formò la propria band e realizzò l'album Amanda, dal nome della figlia avuta con la Elias.
Nell'estate 2001 si riunì ai Brecker Brothers per un tour in Europa con una versione acustica del gruppo e anche per promuovere alcune canzoni da Hangin' In The City.
Sempre nel 2001 Randy Brecker, partecipa come ospite, al progetto di Billy Cobham Drum 'n' voice, album prodotto in Italia da Lino Nicolosi e Pino Nicolosi (Nicolosi productions/Sony).
Nel 2016 partecipa a una tournée assieme ai Balaio di Marco Bosco che fa tappa in Brasile, Europa e Asia.

## Discografia

### Come leader
- 1969 Score (Solid State]
- 1975 The Brecker Bros. – the Brecker Brothers (Arista)
- 1976 Back to Back – the Brecker Brothers (Arista)
- 1977 Don't Stop the Music – the Brecker Brothers (Arista)
- 1977 The Atlantic Family Live in Montreux
- 1978 Heavy Metal Be-Bop – the Brecker Brothers (Arista)
- 1980 Detente – the Brecker Brothers (Arista)
- 1981 Straphangin' – the Brecker Brothers (Arista)
- 1985 Amanda (Passport Records)
- 1986 In the Idiom (Denon Records)
- 1988 Live at Sweet Basil (GNP Crescendo)
- 1990 Toe to Toe (MCA)
- 1992 Return of the Brecker Brothers – the Brecker Brothers (GRP)
- 1994 Out of the Loop – the Brecker Brothers (GRP)
- 1995 Into the Sun (Concord Jazz)
- 1997 Katewalk – Lew Del Gatto (Naxos Records)
- 2001 Hangin' in the City (ESC)
- 2003 34th N Lex (ESC)
- 2004 Some Skunk Funk (BHM)
- 2005 Some Skunk Funk – con Michael Brecker (Telarc International)
- 2007 Unprecedented Clarity – Pitch Pine Project con Randy Brecker (Challenge Records)
- 2008 Randy in Brasil (Summit/MAMA Records)
- 2008 Tribute to the Brecker Brothers (JVC Victor)
- 2009 Jazz Suite Tykocin
- 2011 The Jazz Ballad Song Book: Randy Brecker with the Danish Radio Big Band and The Danish National Chamber Orchestra
- 2012 Night in Calisia
- 2013 Brecker Brothers Band Reunion

### Come sideman
Frank Zappa - Zappa in New York (1977).
Alessandro Bertozzi - Crystals (2013).